# Större aspvedbock
Större aspvedbock (Saperda carcharias) är en skalbagge i familjen långhorningar. Den är 20 till 30 millimeter lång. 